# Le Bon Samaritain (Giordano)
Pour les articles homonymes, voir Le Bon Samaritain (homonymie).
Le Bon Samaritain est un tableau réalisé par le peintre italien Luca Giordano vers 1650. De format horizontal, cette huile sur toile est une peinture chrétienne qui illustre la parabole de Jésus-Christ consacrée au Bon Samaritain, telle que rapportée dans le Nouveau Testament. Elle représente ledit Samaritain soignant les plaies d'un voyageur laissé pour mort par des brigands, étendu nu sur toute la largeur du premier plan de la composition. L'œuvre est conservée au musée des Beaux-Arts de Rouen, à Rouen, dans la Seine-Maritime, en France. La propriété de la commune, elle aurait appartenu à Eugène Devéria avant d'être achetée en 1839, à l'époque attribuée à José de Ribera.